# Élections législatives de 1997 dans l'Aisne
Les élections législatives françaises de 1997 se déroulent les 25 mai et 1er juin 1997. Dans le département de l'Aisne, cinq députés sont à élire dans le cadre de cinq circonscriptions.

## Élus
| Circonscription | Député sortant                         | Parti | Parti    | Député élu ou réélu   | Parti | Parti    |
| --------------- | -------------------------------------- | ----- | -------- | --------------------- | ----- | -------- |
| 1re             | Jean-Claude Lamant                     |       | RPR      | René Dosière          |       | PS       |
| 2e              | Charles Baur                           |       | UDF (FD) | Odette Grzegrzulka    |       | PS       |
| 3e              | Jean-Pierre Balligand                  |       | PS       | Jean-Pierre Balligand |       | PS       |
| 4e              | Emmanuelle Bouquillon                  |       | UDF (FD) | Jacques Desallangre   |       | MDC      |
| 5e              | Renaud Dutreil suppléant d'André Rossi |       | UDF (PR) | Renaud Dutreil        |       | UDF (PR) |

## Résultats

### Analyse

Résultats électoraux de la droite parlementaire au premier tour par canton.
Résultats électoraux de la gauche parlementaire au premier tour par canton.

La gauche prend l'avantage dans ce département en inversant complètement le rapport de force entre la gauche et la droite qui est de quatre sièges contre un. La droite ne conserve que le secteur de Château-Thierry où Renaud Dutreil est réélu in extremis lors d'une triangulaire. Dans le reste du département, la gauche reprend tous les sièges perdus en 1993 en battant les députés sortants et conserve la troisième circonscription en obtenant partout une avance conséquente sur la droite.

### Résultats à l'échelle du département
| Parti          | Parti                              | Premier tour | Premier tour | Second tour | Second tour | Sièges |
| Parti          | Parti                              | Voix         | %            | Voix        | %           | Sièges |
| -------------- | ---------------------------------- | ------------ | ------------ | ----------- | ----------- | ------ |
|                | Parti socialiste                   | 74 882       | 30,09        | 115 698     | 44,39       | 3      |
|                | Parti communiste français          | 19 970       | 8,03         |             |             | 0      |
|                | Mouvement des citoyens             | 17 055       | 6,85         | 32 557      | 12,49       | 1      |
|                | Les Verts                          | 2 322        | 0,93         |             |             | 0      |
|                | Gauche plurielle                   | 114 229      | 45,91        | 148 255     | 56,88       | 4      |
|                |                                    |              |              |             |             |        |
|                | Union pour la démocratie française | 51 685       | 20,77        | 84 445      | 32,40       | 1      |
|                | Rassemblement pour la République   | 17 153       | 6,89         | 20 073      | 7,70        | 0      |
|                | La Droite indépendante             | 3 652        | 1,47         |             |             | 0      |
|                | Divers droite                      | 1 123        | 0,45         | 0           |             |        |
|                | Droite parlementaire               | 73 613       | 29,58        | 104 518     | 40,10       | 1      |
|                |                                    |              |              |             |             |        |
|                | Front national                     | 42 089       | 16,91        | 7 890       | 3,03        | 0      |
|                | Extrême gauche dont LO et PT       | 11 193       | 4,50         |             |             | 0      |
|                | Divers écologiste dont MÉI et GÉ   | 6 998        | 2,81         | 0           |             |        |
|                | Divers                             | 708          | 0,28         | 0           |             |        |
|                |                                    |              |              |             |             |        |
| Inscrits       | Inscrits                           | 363 864      | 100,00       | 363 777     | 100,00      | 5      |
| Abstentions    | Abstentions                        | 103 610      | 28,47        | 90 144      | 24,78       |        |
| Votants        | Votants                            | 260 254      | 71,53        | 273 633     | 75,22       |        |
| Blancs et nuls | Blancs et nuls                     | 11 424       | 4,39         | 12 970      | 4,74        |        |
| Exprimés       | Exprimés                           | 248 830      | 95,61        | 260 663     | 95,26       |        |

### Cartes

Nuance politique des candidats arrivés en tête dans chaque canton au 1er tour dans le département de l'Aisne.
Nuance politique des candidats arrivés en tête dans chaque circonscription au 1er tour dans l'Aisne avec celle des candidats se maintenant au second tour.
Nuance politique des candidats arrivés en tête dans chaque canton au 2e tour dans le département de l'Aisne.
Nuance politique des députés élus dans chaque circonscription au 2e tour dans l'Aisne.

### Résultats par circonscription

#### Première circonscription (Laon)
| Candidat       | Candidat                   | Parti          | Premier tour | Premier tour | Second tour | Second tour |  |
| Candidat       | Candidat                   | Parti          | Voix         | %            | Voix        | %           |  |
| -------------- | -------------------------- | -------------- | ------------ | ------------ | ----------- | ----------- |  |
|                | René Dosière élu           | PS             | 15 072       | 32,06        | 29 331      | 59,37       |  |
|                | Jean-Claude Lamant sortant | RPR            | 13 625       | 28,98        | 20 073      | 40,63       |  |
|                | Michel Saleck              | FN             | 7 023        | 14,94        |             |             |  |
|                | Dominique Lacombe          | PCF            | 3 697        | 7,86         |             |             |  |
|                | Michel Vignal              | MDC            | 3 537        | 7,52         |             |             |  |
|                | Dominique Picqueur         | LO             | 2 712        | 5,77         |             |             |  |
|                | Jacques Samyn              | Les Verts      | 1 353        | 2,88         |             |             |  |
|                |                            |                |              |              |             |             |  |
| Inscrits       | Inscrits                   | Inscrits       | 68 787       | 100,00       | 68 740      | 100,00      |  |
| Abstentions    | Abstentions                | Abstentions    | 19 395       | 28,2         | 16 614      | 24,17       |  |
| Votants        | Votants                    | Votants        | 49 392       | 71,8         | 52 126      | 75,83       |  |
| Blancs et nuls | Blancs et nuls             | Blancs et nuls | 2 373        | 4,8          | 2 722       | 5,22        |  |
| Exprimés       | Exprimés                   | Exprimés       | 47 019       | 95,2         | 49 404      | 94,78       |  |

#### Deuxième circonscription (Saint-Quentin)
| Candidat       | Candidat                | Parti          | Premier tour | Premier tour | Second tour | Second tour |  |
| Candidat       | Candidat                | Parti          | Voix         | %            | Voix        | %           |  |
| -------------- | ----------------------- | -------------- | ------------ | ------------ | ----------- | ----------- |  |
|                | Odette Grzegrzulka élue | PS             | 14 389       | 28,63        | 29 879      | 56,52       |  |
|                | Charles Baur sortant    | UDF (FD)       | 13 989       | 27,84        | 22 983      | 43,48       |  |
|                | François Picquet        | FN             | 8 574        | 17,06        |             |             |  |
|                | Alix Suchecki           | PCF            | 7 080        | 14,09        |             |             |  |
|                | Agnès Boutreux-Potel    | GÉ             | 2 643        | 5,26         |             |             |  |
|                | Didier Hernoux          | LO             | 1 474        | 2,93         |             |             |  |
|                | Michel Froissart        | LDI (CNIP)     | 1 135        | 2,26         |             |             |  |
|                | Bernard Roger           | PT             | 969          | 1,93         |             |             |  |
|                |                         |                |              |              |             |             |  |
| Inscrits       | Inscrits                | Inscrits       | 73 493       | 100,00       | 73 467      | 100,00      |  |
| Abstentions    | Abstentions             | Abstentions    | 20 951       | 28,51        | 17 627      | 23,99       |  |
| Votants        | Votants                 | Votants        | 52 542       | 71,49        | 55 840      | 76,01       |  |
| Blancs et nuls | Blancs et nuls          | Blancs et nuls | 2 289        | 4,36         | 2 978       | 5,33        |  |
| Exprimés       | Exprimés                | Exprimés       | 50 253       | 95,64        | 52 862      | 94,67       |  |

#### Troisième circonscription (Hirson)
| Candidat       | Candidat                            | Parti          | Premier tour | Premier tour | Second tour | Second tour |  |
| Candidat       | Candidat                            | Parti          | Voix         | %            | Voix        | %           |  |
| -------------- | ----------------------------------- | -------------- | ------------ | ------------ | ----------- | ----------- |  |
|                | Jean-Pierre Balligand sortant réélu | PS             | 23 131       | 46,07        | 33 970      | 67,32       |  |
|                | Dominique Moyse                     | UDF            | 9 015        | 17,96        | 16 487      | 32,68       |  |
|                | Jacques de La Fontaine              | FN             | 7 592        | 15,12        |             |             |  |
|                | Marcel Patris                       | PCF            | 3 981        | 7,93         |             |             |  |
|                | Jean-Loup Pernelle                  | LO             | 1 691        | 3,37         |             |             |  |
|                | Patrice Lallement                   | LDI (MPF)      | 1 547        | 3,08         |             |             |  |
|                | Stéphane Bizeau                     | GÉ             | 1 159        | 2,31         |             |             |  |
|                | Claude Péronne                      | Divers droite  | 1 123        | 2,24         |             |             |  |
|                | José Meurice                        | Les Verts      | 969          | 1,93         |             |             |  |
|                |                                     |                |              |              |             |             |  |
| Inscrits       | Inscrits                            | Inscrits       | 73 230       | 100,00       | 73 225      | 100,00      |  |
| Abstentions    | Abstentions                         | Abstentions    | 20 584       | 28,11        | 19 808      | 27,05       |  |
| Votants        | Votants                             | Votants        | 52 646       | 71,89        | 53 417      | 72,95       |  |
| Blancs et nuls | Blancs et nuls                      | Blancs et nuls | 2 438        | 4,63         | 2 960       | 5,54        |  |
| Exprimés       | Exprimés                            | Exprimés       | 50 208       | 95,37        | 50 457      | 94,46       |  |

#### Quatrième circonscription (Soissons)
| Candidat       | Candidat                       | Parti          | Premier tour | Premier tour | Second tour | Second tour |  |
| Candidat       | Candidat                       | Parti          | Voix         | %            | Voix        | %           |  |
| -------------- | ------------------------------ | -------------- | ------------ | ------------ | ----------- | ----------- |  |
|                | Emmanuelle Bouquillon sortante | UDF (FD)       | 13 703       | 26,61        | 21 365      | 39,62       |  |
|                | Jacques Desallangre élu        | MDC (PCF)      | 13 518       | 26,25        | 32 557      | 60,38       |  |
|                | Yvette Craighero               | PS             | 10 570       | 20,53        | Retrait     | Retrait     |  |
|                | Wallerand de Saint-Just        | FN             | 9 029        | 17,53        |             |             |  |
|                | Jean-Claude Garault            | LO             | 2 305        | 4,48         |             |             |  |
|                | Martine Taupin                 | MÉI            | 1 403        | 2,72         |             |             |  |
|                | Achille Prevot                 | LDI (MPF)      | 970          | 1,88         |             |             |  |
|                |                                |                |              |              |             |             |  |
| Inscrits       | Inscrits                       | Inscrits       | 75 674       | 100,00       | 75 667      | 100,00      |  |
| Abstentions    | Abstentions                    | Abstentions    | 22 046       | 29,13        | 19 139      | 25,29       |  |
| Votants        | Votants                        | Votants        | 53 628       | 70,87        | 56 528      | 74,71       |  |
| Blancs et nuls | Blancs et nuls                 | Blancs et nuls | 2 130        | 3,97         | 2 606       | 4,61        |  |
| Exprimés       | Exprimés                       | Exprimés       | 51 498       | 96,03        | 53 922      | 95,39       |  |

#### Cinquième circonscription (Château-Thierry)
| Candidat       | Candidat                     | Parti          | Premier tour | Premier tour | Second tour | Second tour |  |
| Candidat       | Candidat                     | Parti          | Voix         | %            | Voix        | %           |  |
| -------------- | ---------------------------- | -------------- | ------------ | ------------ | ----------- | ----------- |  |
|                | Renaud Dutreil sortant réélu | UDF (PR)       | 14 978       | 30,04        | 23 610      | 43,71       |  |
|                | Dominique Jourdain           | PS             | 11 720       | 23,51        | 22 518      | 41,69       |  |
|                | Colette Fecci Pinatel        | FN             | 9 871        | 19,80        | 7 890       | 14,61       |  |
|                | Gérard Lalot                 | PCF            | 5 212        | 10,45        |             |             |  |
|                | Christian Cabrol             | RPR            | 3 528        | 7,08         |             |             |  |
|                | Jean-Claude Bouché           | LO             | 2 042        | 4,10         |             |             |  |
|                | Marc-Hervé Rey               | MÉI            | 1 793        | 3,60         |             |             |  |
|                | Sylvain Fourny               | US4J           | 708          | 1,42         |             |             |  |
|                |                              |                |              |              |             |             |  |
| Inscrits       | Inscrits                     | Inscrits       | 72 680       | 100,00       | 72 678      | 100,00      |  |
| Abstentions    | Abstentions                  | Abstentions    | 20 634       | 28,39        | 16 956      | 23,33       |  |
| Votants        | Votants                      | Votants        | 52 046       | 71,61        | 55 722      | 76,67       |  |
| Blancs et nuls | Blancs et nuls               | Blancs et nuls | 2 194        | 4,22         | 1 704       | 3,06        |  |
| Exprimés       | Exprimés                     | Exprimés       | 49 852       | 95,78        | 54 018      | 96,94       |  |

## Rappel des résultats départementaux des élections de 1993

### Élus en 1993
| Circ.            | Élu(e) | Élu(e) | Élu(e)                 | Élu(e)               | Élu(e)               | Battu(e) (seconde place) | Battu(e) (seconde place) | Battu(e) (seconde place) | Battu(e) (seconde place) | Battu(e) (seconde place) |
| Circ.            | Parti  | Parti  | Nom                    | % suffrages exprimés | % suffrages exprimés | Parti                    | Parti                    | Nom                      | % suffrages exprimés     | % suffrages exprimés     |
| Circ.            | Parti  | Parti  | Nom                    | 1er tour             | 2e tour              | Parti                    | Parti                    | Nom                      | 1er tour                 | 2e tour                  |
| ---------------- | ------ | ------ | ---------------------- | -------------------- | -------------------- | ------------------------ | ------------------------ | ------------------------ | ------------------------ | ------------------------ |
| 1re              |        | RPR    | Jean-Claude Lamant     | 40,88 %              | 55,28 %              |                          | PS                       | René Dosière*            | 23,70 %                  | 44,72 %                  |
| 2e               |        | UDF    | Charles Baur           | 36,58 %              | 55,42 %              |                          | PCF                      | Daniel Le Meur*          | 21,06 %                  | 44,58 %                  |
| 3e               |        | PS     | Jean-Pierre Balligand* | 36,18 %              | 53,26 %              |                          | RPR                      | Christian Cabrol         | 37,99 %                  | 46,74 %                  |
| 4e               |        | UDF    | Emmanuelle Bouquillon  | 30,13 %              | 50,97 %              |                          | PS                       | Bernard Lefranc*         | 25,36 %                  | 49,03 %                  |
| 5e               |        | UDF    | André Rossi*           | 43,75 %              | 63,00 %              |                          | PS                       | Dominique Jourdain       | 16,40 %                  | 37,00 %                  |
| * député sortant |        |        |                        |                      |                      |                          |                          |                          |                          |                          |